# Fireball (natante)
Il Fireball è una imbarcazione da regata monotipo presentata dal yacht-designer inglese Peter Milne nel 1962.

## Caratteristiche e regolamento
Si tratta di una deriva a trapezio con equipaggio di due persone. Il progetto, innovativo per l'epoca, ha per finalità le prestazioni con vento fresco. Il regime d'elezione è quello planante, per il quale sono sufficienti 5 m/s al lasco e 7 m/s di bolina. Ciò spiega il caratteristico scafo a spigolo, senza prua tradizionale, e l'uscita di poppa piatta. Il piano velico importante, costituito da fiocco, randa e spinnaker, ed il peso minimo, di 76,4 kg, garantiscono un rapporto massa su superficie velica molto basso. Lo spinnaker è di solito piccolo e tagliato per stringere il vento, visto che i percorsi di gara, oltre al classico triangolo, prevedono il trapezio con un lato al traverso al termine della bolina.
Il regolamento di classe è restrittivo su pesi minimi, misure e materiali, ma lascia invece libera la scelta dell'armamento, permettendo variazioni di misure e posizione dell'attrezzatura per adattarla all'equipaggio. Il Fireball nasce come barca per l'autocostruzione in legno con pannelli di compensato marino. Nel tempo poi si è aggiunta la costruzione totale in vetroresina (anni '80), con carena in resina, interno e coperta in legno e infine totalmente in composito. con epossidica e Kevlar (il carbonio è un materiale vietato). A seconda della forma delle linee d'acqua a prua dell'albero, il Fireball viene differenziato in due categorie: Classic e Widebow. Quest'ultimo sfrutta tutte le tolleranze di Stazza dei pannelli di prua per aumentarne il volume alla misura massima consentita, allo scopo di aumentare la portanza dello scafo e ottenere effetti positivi soprattutto con vento forte e onda formata.
I fireball registrati nell'elenco internazionale sono oltre 15.100.  La International Fireball, associazione mondiale della classe, supporta le Associazioni Nazionali nell'organizzare i campionati europeo e mondiale. Le Associazioni Nazionali organizzano le regate nazionali, regionali e il Campionato di Classe. Oggi il Fireball è presente in Europa in: Italia, Francia, Svizzera, Belgio, Regno Unito, Slovenia, Rep.Ceca, Shetland, Germania.
Nel Mondo è presente anche in Canada, Stati Uniti, Australia, Nuova Zelanda, Kenya, Sud Africa.

## Storia
La classe fu pensata come una via di mezzo economica tra le classi minori e le maggiori e ha avuto molto successo nei paesi anglosassoni. I primi "Campionati del Mondo" si tennero in Gran Bretagna nel 1966, anche se la classe fu riconosciuta solo nel 1970 dalla ISAF.
In Italia l'Associazione Italiana Fireball, dal 1967, riunisce gli appassionati di questa classe velica, organizza le regate italiane riservate ai Fireball, e rappresenta gli interessi degli associati presso la Federazione Italiana della Vela e nella Fireball International.

### Campionati del Mondo dal 2005
- Campionato del Mondo 2010 a Bridgetown, Barbados
  -  Chips Howarth/Vyv Townend  Regno Unito
  -  Matt Burge/Richard Wagstaff  Regno Unito
  -  D.J. Edwards/Simon Potts  Regno Unito
- Campionato del Mondo 2009 a La Rochelle, Francia
  -  Chips Howarth/Vyv Townend  Regno Unito
  -  Matt Burge/Richard Wagstaff  Regno Unito
  -  D.J. Edwards/Simon Potts  Regno Unito
- Campionato del Mondo 2008 a Pattaya, Thailandia
  -  Matt Mee/Richard Wagstaff  Regno Unito
  -  David Wade/Ben Mc Grane  Regno Unito
  -  Nathan Stockley/Sam Muirhead  Australia
- Campionato del Mondo 2007 a Silvaplana in Svizzera
  -  Richard Estaugh/Rob Gardner  Regno Unito
  -  Vince Horey/Andy Thompson  Regno Unito
  -  Tom Jeffcoate/Mark Hogan  Regno Unito
- Campionato del Mondo 2006 à Victoria in Canada
  -  Erich Moser/Ruedi Moser  Svizzera
  -   Grant Lamond/Tom Egli  Canada
  -  Heather McFarlane/Chris Payne  Australia
- Campionato del Mondo 2005 a Teignmouth in Gran Bretagna
  -  Chips Howarth/Vyv Townend  Regno Unito
  -  Andy Smith/Jonny Mildred  Regno Unito
  -  Guy Tipton/Chriss Tattersall  Regno Unito

### Campionato d'Europa dal 2005
- Campionato d'Europa 2009 a La Rochelle in Francia
  -  Vince Horey/Rob Gardner  Regno Unito
  -  Martin Kubovy/Martin Cap  Rep. Ceca
  -  Tom Gillard/Francis Rowan  Irlanda
- Campionato d'Europa 2008 a Nieuwpoort in Belgio
  -  Tom Jeffcoate/David Hynes  Regno Unito
  -  Ludovic Alleaume/Etienne Perdon  Francia
  -  Manu Hens/Jan Peeters  Belgio
- Campionato d'Europa 2007 a Silvaplana in Svizzera
  -  Martin Kubovy/Roman Rocek  Rep. Ceca
  -  Erich Moser/Ruedi Moser  Svizzera
  -  Mark Maskell/Jon Watkins  Regno Unito
- Campionato d'Europa 2006 a Perros-Guirec in Francia
  -  Andy Smith/Jonny Mildred  Regno Unito
  -  Tomas Musil/Pavel Winkler  Rep. Ceca
  -  Dave Wade/Antony York  Regno Unito
- Campionato d'Europa 2005 a Teignmouth in Gran Bretagna
  -  David Edwards/Dan Newman  Regno Unito
  -  Chips Howarth/Vyv Townend  Regno Unito
  -  Tomas Musil/ Jan Stantejsky  Rep. Ceca